# Самсон Сяся
Самсон Сяся (англ. Samson Siasia, нар. 14 серпня 1967, Лагос, Нігерія) — нігерійський футболіст, що грав на позиції нападника. По завершенні ігрової кар'єри — тренер, останнім місцем роботи якого був тренерський штаб національної збірної Нігерії.

## Клубна кар'єра
У дорослому футболі дебютував 1982 року виступами за команду клубу «Брідж Бойз».
Згодом з 1986 по 1987 рік грав у складі команд клубів «Бендел Юнайтед» та «Ель-Канемі Ворріорз».
З 1987 по 1993 захищав кольори бельгійського клубу «Локерен».
Своєю грою за останню команду привернув увагу представників тренерського штабу «Нант», до складу якого приєднався 1993 року. Відіграв за команду з Нанту наступні два сезони своєї ігрової кар'єри.
Один рік відіграв за португальський «Тірсенсе», а наступного сезону перейшов до саудівського клубу «Аль-Гіляль».
У сезоні 1997/98 захищав кольори австралійської команди «Перт Глорі»
Завершив професійну ігрову кар'єру в ізраїльському клубі «Хапоель Цафрірім», за команду якого виступав протягом 1998—2000 років.

## Виступи за збірну
1984 року дебютував в офіційних матчах у складі збірної Нігерії. Протягом кар'єри у національній команді, яка тривала 15 років, провів у формі головної команди країни 51 матч, забивши 16 голів.
У складі збірної був учасником Кубка африканських націй 1994 року та чемпіонату світу 1994 року у США.

## Кар'єра тренера
Розпочав тренерську кар'єру 2005 року, очоливши тренерський штаб молодіжної збірної Нігерії (U-20). Під його керівництвом збірна посіла друге місце на молодіжному чемпіонаті світу 2005 року та стала переможцем юнацького чемпіонату Африки в тому ж 2005 році.
З 2007 по 2010 роки очолював молодіжну збірну Нігерії (U-23), а ще через рік очолив і олімпійську збірну Нігерії. Олімпійці під його керівництвом стали срібними призерами на Олімпійських іграх 2008.
4 листопада 2010 очолив національну збірну Нігерії, однак провалив відбір на Кубок африканських націй 2012.
Надалі очолював індійський клуб «Дургапур».
Отримавши запрошення Федерації футболу Нігерії очолити національну збірну, прийняв пропозицію. Окрім цього очолював олімпійську збірну, яка на футбольному турнірі Олімпійських ігор 2016 року в Ріо-де-Жанейро здобула бронзові медалі.
У лютому 2017 року він був одним з декількох претендентів на посаду головного тренера національної збірної Руанди.
У квітні 2018 року він був одним із 77 претендентів на вакантну роботу національної збірної Камеруну.
У серпні 2019 року нігерієць отримав довічну заборону від ФІФА, пов'язану з договірними матчами.

## Досягнення

### Гравець
«Нант»
- Чемпіон Франції: 1994–95

Збірна Нігерії
- Чемпіон Африки (U-21): 1985
- Володар Кубка африканських націй: 1994
- Бронзовий призер Кубка африканських націй: 1992

### Тренер
- Олімпійські ігри
  -  Срібний призер (1): 2008
  -  Бронзовий призер (1): 2016

- Чемпіон Африки (U-20): 2005
- Чемпіон Африки (U-23): 2015
- Бронзовий призер Африканських ігор: 2015